# Штокавско наречје
Штокавско наречје (такође штокавица, штокавштина) је назив за скуп дијалеката српског језика, на чијој основи су, поред српског, стандардизовани некадашњи српскохрватски, те хрватски и бошњачки језик.
Његово име потиче од времена српскохрватског језика, где је упитна заменице „што” или „шта” правила разилу од кајкавског и чакавског („кај” и „ча”).

## Историјски приказ
Прво раздобље које траје до краја 12. века је доба спорих језичких промена, углавном на гласословном плану. Због невеликог броја текстова (повеља Кулина бана, Михановићеви фрагменти) стање се углавном реконструише методама историјско-поредбене лингвистике.
У другом периоду, 13-14. век, долази до већег броја промена гласова и облика, што на крају има за последицу редукцију броја гласова из фонемског инвентара староцрквенославенскога језика.
Треће раздобље, у 14. и 15. веку, сведок је мешања дијалеката, већих миграција због османске најезде, нестанка посебних облика западне и источне штокавице и стварања новоштокавских дијалеката који остају супостојати с старовоштокавскима.
Штокавско наречје је првобитно покривало знатно мањи простор од данашњег, што значи да се штокавски језик ширио у последњих пет векова, преплављујући територију на рачун чакавштине и кајкавштине. Савремена површинска распрострањеност ова три дијалекта као и њихова унутрашња слојевитост (посебно штокавског и чакавског) је првенствено резултат миграција које су изазвале ширење Отоманског царства на Балкан. Миграциони таласи су били посебно снажни од 16. до 18. века. века, што је довело до далекосежних језичких и етничких промена на централном јужнословенском простору.
До сада су најбројније, покретне и експанзионистичке миграције биле јекавско-штокавски говорници источне Херцеговина, који су преплавили већи део западне Србије, неколико области источне и западне Босне, већи делови Хрватске ( Банија, Кордун, Лика, делови Горски котар, континентални делови северне Далмација, нека места северно од Купе, делови Славоније, југоисточна Барања итд.). То је разлог зашто је источнохереговачки дијалект данас најраширенији штокавски дијалекат, а разлог за ношење тог имена је да опише подручје порекла. Ове сеобе су имале и кључну улогу у ширењу новоштокавских иновација.
Док су Срби сви штокавци, Хрвати су у четвртој деценији 19. века, у тежњи да се ослободе регионалне расцепканости која је дотле спутавала развој њихове културе, усвојили штокавско наречје као основицу књижевног језика. При том су они изабрали јекавски говор, кога су користили претежно православни Срби са изузетком града Дубровника, не само због великог угледа народне поезије и жеље да се остваре што већа блискост са Србима, већ и због престижа дубровачке књижевности.
Кристализација књижевног језика Хрвата није ишла глатко и дискусије око овога трајале су међу Хрватима око пола века, док није коначно усвојена вуковска основица штокавског јужног наречја, али у пракси са доста модификација у синтакси и лексици, заснованих не увек на хрватским народним говорима, већ понекад и на калкирању према немачком језику.

## Подела штокавског наречја
Штокавско наречје се класификује према два правила: ради ли се о новоштокавском или староштокавском (каткад названом староштокавском) дијалекту, те о рефлексу прасловенског фонема јат, што се често у латиници бележи као ě.

### Староштокавски

#### Призренско-тимочки дијалект
Староштокавски екавски или призренско-тимочки говори (познати као призренско-тимочка дијалектска група, а погрешно називани и као торлачки дијалект) су скуп дијалекта српског језика, староштокавске групе, којим се говори на простору од Призрена на југу до реке Тимок на северу. Овај дијалект је карактеристичан по великој сличности са старосрпским, старословенским, односно протословенским језиком у погледу гласова, јер је задржао велики део гласова које су у другим дијалектима изгубљене. Положај нагласка је сличан оном у косовско-ресавском дијалекту, као и свим староштокавским дијалектима.

#### Славонски
Славонским дијалектом се говори у деловима Славоније. Мешаног рефлекса јата, икавско/екавско/ијекавски, у славонском дијалекту превладава икавски рефлекс јата. Изворни говорници су углавном Хрвати Шокци.

#### Источнобосански
Источнобосански или шћакавско-ијекавски је стари босански дијалект којим се говори на ширем подручју које укључује Сарајево, Тузлу, део Посавине и говори у поречју Фојнице, затим у босанско-хрватским исељеничким оазама око Вировитице, Хрватске Костајнице и неким хрватским насељима у Мађарској. Углавном је ијекавски, уз појединачне икавске и екавске рефлексе јата. Карактеристика им је изговорна група –шћа уместо –шта у новоштокавици (клијешћа/клешта). Изворни говорници су углавном Бошњаци и Хрвати, затим мањи део Срба на подручју планине Озрен.

#### Косовско-ресавски
Староштокавски екавски или косовско-ресавски говори се на подручју дела севернога Косова и североисточне Србије. Задржао је и неке архаичне облике у морфологији, највише у променама по падежима. Изворни говорници су у великој већини Срби.

#### Зетско-рашки
Староштокавски ијекавски или зетско-рашки говори се у источном делу Црне Горе и југозападном делу Србије, историјској Рашкој која је за доба турске владавине добила име Санџак. Једна од специфичности је и доста често секундарно јотовање (нпр. ђевојка), често уз појаву нових фонема (/ś/, /ź/). Изворни говорници су углавном Црногорци, Бошњаци и Срби.

### Новоштокавски

#### Дубровачки дијалект
Некад је овај дијалект био посебан, а данас је део ијекавског новоштокавског дијалекта (чланак Јосипа Лисца у „Вијенцу“ Матице хрватске).

#### Источнохерцеговачки или новоштокавско ијекавски
Источнохерцеговачки дијалекат је млађи штокавски дијалекат ијекавског изговора. Њиме се говори у источној Херцеговини, западној Србији, као и у Хрватској. У Хрватској источнохерцеговачки дијалекат је матерњи говор готово свим Србима, као и осталим националностима у пределима са изразито јаким српским имиграцијама (Војна крајина, делом Славонија и Дубровачко приморје). Овом дијалекту припада и већина штокавских говора Босне. Простире се на запад све до чакавског и кајкавског наречја, а на север све до Мађарске.

#### Војвођанско-шумадијски или новоштокавски екавски
Војвођанско-шумадијски дијалекат припада групи млађих штокавских дијалеката. Заступљен је у највећем делу северозападне Србије, у Срему, Шумадији, Београду, највећем делу Бачке и Баната. Овим дијалектом говоре и Срби у Мађарској и Румунији.

## Опште особине штокавскога наречја
Име потиче од упитне заменице што/шта. Најраспрострањеније је наречје тзв. средњојужнословенскога дијасистема чије се подручје у време миграција изазваних османским освајањем хрватских земаља (од 15. века) знатно проширило на штету чакавског и кајкавског наречја.
Главне особине већине штокавских говора су: 
- заменица што
- прелазак /ǫ/ у /у/ (вук, сунце)
- замена слоготворног /л/ с /о/ на крају речи или слога (писал/писао, говорил/говорио)
- у неким крајевима /х/ (’оћу,’ајде)
- нагласак »помакнут« са последњега слога
- ненаглашене дужине и друго.

У делу штокавских говора, отприлике од 16. века развиле су се карактеристике због којих се ти говори називају новоштокавскима. Главне су новоштокавске особине: 
- ново акцентовање 
  - четвороакценатски систем
  - на унутрашњим слоговима само узлазни акценти
  - последњи слог без акцента
  - ненаглашена дужина само иза акцента
- уметање -ов-/-ев- у деклинацији дела именица мушкога рода (крајеви/путеви; такозвана дуга множина)
- изједначавање падежа у множини (на пример датив множина селима, локатив (о) селима, инструментал селима).

## Најстарији споменици
Најстарији језични споменици штокавштине садрже помешани онодобни штокавски вернакулар и староцрквенословенски језик. Највећи део отпада на дипломатске и трговачке уговоре, а мањи део на верске обреднике и у камену клесану епиграфику. Део лингвиста сматра да је један од првих штокавских текстова на вернакулару повеља Кулина бана из 1189, док су други мишљења да се ради о староцрквенословенско-штокавској мешавини. До османске инвазије у 15. веку, већина раноштокавских текстова — са различитим уделом црквенословенскога — потиче из подручја садашњега Дубровника и јужне Далмације, већега дела Босне и Херцеговине (историјски Босна, Хум, Завршје, Доњи Краји,..), јужне и западне Србије, Косова и већега дела Црне Горе. Славоније је једно од штокавских подручја из којих нема текстова из раздобља пре турске инвазије.
Раноштокавски се споменици не могу једноставно и једнозначно поделити по савременом националном »кључу«: иако је део неоспорно српски, као правни прописи српских владара у 14. и 15. веку, а део исто тако неспорно хрватски (нпр. дубровачки верски обредници из 14. века), велик се део старијих текстова, посебно босанске и хумске правне повеље, те преписка Дубровника са босанском и српском државом, веома често класификују као заједнична хрватска, српска, црногорска и бошњачка језично-културна баштина. Степен и профил припадности некој културној сфери зависи о низу фактора за које језикословци још нису усугласили критеријуме. Након турске инвазије и изразитије етно-конфесионалне диференцијације што је послужила као темељ модернима нацијама, хрватски штокавски текстови долазе из Дубровника, копнене Далмације, Босне, те, од 18. века, Славоније и Срема. Српски и црногорски списи на штокавском вернакулару потиснути су реафирмацијом црквенословенскога у верској служби и другим подручјима живота, но, први се текстови — изузмемо ли део кореспонденције разних српских владара и угледника у 16. и 17. веку — на народном језику појављују у првој половини 18. века. Бошњачко-муслиманска аџамијска (алхамијадо, аљамиадо) књижевност на народном језику, писана модификованим арапским писмом, почиње у 16. веку и траје, промењива интензитета, до средине 19. века.